# Fatma Betül Sayan Kaya

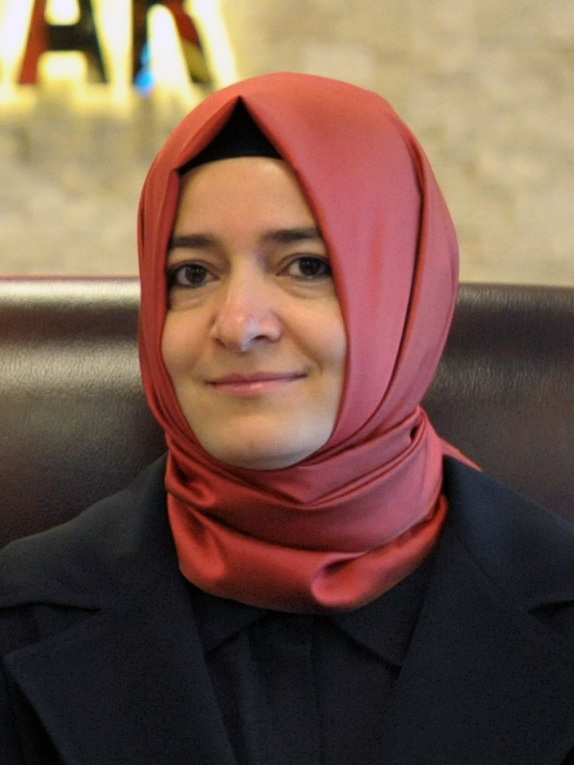
Fatma Betül Sayan Kaya, 2016

Fatma Betül Sayan Kaya (* 31. Januar 1981 in Istanbul) ist eine türkische Politikerin der AKP und war von Mai 2016 bis Juli 2018 Ministerin für Familien- und Sozialpolitik im Kabinett Yıldırım.

## Leben
Die Grundschule besuchte Kaya in Fatih, das Gymnasium in Beyoğlu. Sie erhielt aufgrund ihrer guten Ergebnisse bei der Aufnahmeprüfung ein Stipendium und studierte Elektrotechnik an der Bilkent-Universität. Ihren Doktor machte Kaya in New York bei einer Studie über Thermographie bei Brustkrebs. Anschließend studierte Kaya Medizin an der medizinischen Fakultät Cerrahpaşa der Universität Istanbul.
Zwischen 2009 und 2012 war sie im Vorstand der AKP Beraterin des damaligen Parteivorsitzenden Recep Tayyip Erdoğan. Bei der vorgezogenen Parlamentswahl im November 2015 errang Kaya ein Mandat für die Große Nationalversammlung der Türkei, wo sie als Abgeordnete den Zweiten Istanbuler Wahlbezirk vertritt.
Am 11. März 2017 stoppte die niederländische Polizei einen Dienstwagen mit Betül Sayan Kaya in Rotterdam und eskortierte sie an die deutsch-niederländische Grenze, über die die Ministerin heimlich eingereist war. Der offiziell „unerwünschten Ausländerin“ Kaya wurde der Zugang zum türkischen Konsulat verwehrt, wo sie trotz eines Auftrittsverbotes Wahlpropaganda für die Volksabstimmung in der Türkei 2017 machen wollte.

## Familie
Kaya ist verheiratet und Mutter zweier Kinder. Ihr Bruder Ömer Fatih Sayan leitet die türkische Regulierungsbehörde für Informationstechnik und Telekommunikation.